# Árabe saariano
O árabe saariano (em árabe: الهجة الصحراوية Ḥassānīya; também conhecido como árabe saharaui, árabe tamanrasset ou árabe tamanghasset) é uma variante dialetal do árabe magrebino falada principalmente pela população beduína que vive ao largo da fronteira marítima com a Cordilheira do Atlas, no Saara argelino. Também é possível encontrar falantes dessa variante no vizinho Níger.
Trata-se de uma variante da língua árabe com características linguísticas sistemáticas diferenciadas do árabe moderno padrão. Estima-se que entre 1996 e 1998 havia 110 mil falantes do dialeto, dos quais cerca de 100 mil estão na própria Argélia e por outros 10 mil no Níger. Também é falado nas pequenas regiões desocupadas do Saara Ocidental controladas pela República Árabe Saaraui Democrática, já que a maior parte do território saaraui está sob controle do Marrocos e da Mauritânia desde o término do Conflito do Saara Ocidental. Antes dessa anexação estrangeira, que forçou a maioria da população saaraui a fugir e se refugiar para a Argélia, o dialeto era falado por pessoas que habitavam o norte do Saara Ocidental.